# NGC 270
NGC 270 je galaksija u zviježđu Kit.

## Vanjske poveznice
- SEDS: NGC 0270